# Calvin Oldham
Calvin Oldham (* 19. Februar 1961 im US-Bundesstaat Ohio) ist ein US-amerikanischer Basketballtrainer und ehemaliger -spieler, der insbesondere erfolgreich in der deutschen Basketball-Bundesliga gearbeitet hat.

## Spielerkarriere
Oldham studierte Betriebswirtschaftslehre an der Virginia Polytechnic Institute and State University und spielte dort Basketball für die Hokies in der ersten NCAA-Division. Er brachte es in zwei Jahren auf 59 Spiele für Virginia Tech und erzielte im Schnitt 7,8 Punkte sowie 7,6 Rebounds je Begegnung.
1983 bekam er die Möglichkeit, professionell in Europa zu spielen, und wurde vom USC Olympia Bayreuth verpflichtet. Trotz guter Leistungen und einem Punkteschnitt von 29,7 Punkten pro Spiel konnte er den erstmaligen Abstieg der Bayreuther nicht verhindern. Nach der Fusion mit dem erfolgreichen Tischtennisverein und dank des Einstieg der Optik Steiner-Gruppe als Sponsor konnte Oldham für die darauffolgende Spielzeit gehalten werden, obwohl ihm aus Gießen und Osnabrück Erstligaangebote vorlagen. Oldham, den Beweglichkeit, ein guter Wurf und Schnelligkeit auszeichneten, arbeitete damals neben dem Basketballsport in einem Bayreuther Sportgeschäft. Als BG Steiner-Optik stieg man sofort wieder auf und erreichte in der Aufstiegssaison als erster Zweitligist das Endspiel um den DBB-Pokal. In der Bundesliga wurden Oldham und seine Bayreuther nach der Rückkehr wieder zu einer der Spitzenmannschaften. 1985 und 1986 noch Pokalfinalist, gelang 1988 der erste Titel als deutscher Pokalsieger, auf den im folgenden Jahr 1989 neben der Verteidigung des Pokaltitels auch der Gewinn der deutschen Meisterschaft unter dem US-amerikanischen Trainer Lester Habegger zusammen mit Mannschaftskollegen wie Alvin „Bo“ Dukes und dem deutschen Nationalspieler Michael Koch folgte. Oldham erzielte im entscheidenden fünften Spiel in der Endspielserie gegen Leverkusen kurz vor Schluss per Dreipunktwurf den Endstand (83:77).
Im Spieljahr 1989/90 nahm der als „effektiver, mannschaftsdienlicher und zuverlässiger Akteur“ eingeschätzte Oldham mit Bayreuth am Europapokal der Landesmeister teil, dort schied man jedoch in der ersten Runde gegen BV Den Helder aus den Niederlanden aus. In der Bundesliga wurde er mit der Mannschaft noch einmal Vizemeister, bevor der Kader umgebaut wurde und er den Verein in Richtung Berlin verließ. Als er Bayreuth den Rücken kehrte, war Oldham mit 4512 erzielten Punkten nach Georg Kämpf der zweitbeste Korbschütze der Mannschaftsgeschichte. Mit der BG Charlottenburg, dem Vorgängerverein des später sehr erfolgreichen Vereins Alba Berlin, wurde Oldham dann in der folgenden Saison erneut Vizemeister und musste sich wie im Vorjahr mit Bayreuth dem Rekordmeister TSV Bayer 04 Leverkusen geschlagen geben. Danach spielte er in seinem Heimatland eine Saison in der Continental Basketball Association, bevor er 1992 in die Bundesliga nach Ulm zurückkehrte. In seiner ersten Saison in Ulm scheiterte Oldham mit der Mannschaft im Halbfinale um die deutsche Meisterschaft erneut am Serienmeister aus Leverkusen. In den folgenden beiden Spielzeiten schied man dann bereits im Viertelfinale aus. 1995 beendete er schließlich seine Spielerkarriere, während welcher er in der Bundesliga zusammengerechnet 5568 Punkte erzielte.

## Trainerkarriere
In der Bundesliga-Saison 1995/96 holte Rückkehrer Lester Habegger in Bayreuth seinen ehemaligen Spieler Oldham als Assistenten zu sich an die Seitenlinie. Als Habegger vorzeitig von seinem Amt zurücktrat, wurde Oldham zum Cheftrainer befördert. Gleich in seiner ersten Saison gelang es ihm, die Mannschaft noch auf den dritten Platz hinter Serienmeister Leverkusen und der neuen „Macht“ Alba Berlin zu führen, gegen die dann im Meisterschafts-Halbfinale Endstation war. Die folgende Saison verlief jedoch enttäuschend und der finanziell angeschlagene Verein erreichte erst in der Relegationsrunde den Klassenerhalt. In der Bundesliga-Saison 1997/98 konnte man sich konsolidieren, musste aber trotzdem wieder über die Relegationsrunde den Klassenerhalt sichern.
1998 verließ Oldham schließlich Bayreuth und wurde Trainer bei den zu seiner Spielerzeit jahrelang dominierenden „Riesen vom Rhein“ in Leverkusen, die mittlerweile als Serienmeister von Alba Berlin abgelöst wurden. Auch Oldham konnte dem keine Wende geben, 1999 war man im Halbfinale und 2000 im Finale Alba unterlegen. 2001 scheiterte man gar im Halbfinale am neuen rheinischen Rivalen Telekom Baskets Bonn. Manager Thomas Deuster als Nachfolger von Otto Reintjes setzte beim Rekordmeister auf ein neues Konzept und als man enttäuschend in die folgende Saison gestartet war, wurde Calvin Oldham als Trainer entlassen.
In der Folge arbeitete Oldham als Scout für die Toronto Raptors aus der NBA, bevor er 2003 in den Trainerstab der Black Bears der University of Maine in der NCAA aufgenommen wurde. 2005 schließlich holte der neue Berliner Trainer Henrik Rödl Oldham als Assistent an seine Seite. In der ersten Saison gelang dem erfolgsverwöhnten Verein noch der Pokalsieg, nach der Pleite als Hauptrundenerster im Viertelfinale der Bundesliga-Saison 2006/07 gegen den Außenseiter Artland Dragons wurde das Trainergespann Rödl/Oldham in Berlin jedoch entlassen. Anschließend arbeitete Oldham bis Sommer 2013 als Trainer in Südkorea. Zur Saison 2013/14 kehrte Oldham nach Deutschland zurück und wurde neuer Cheftrainer des Erstligisten Eisbären Bremerhaven. Dort folgte er auf Doug Spradley. Im Januar 2015 wurde Oldham in Bremerhaven von seinen Aufgaben entbunden, nachdem die Mannschaft zuvor auf den vorletzten Tabellenplatz abgerutscht war.
Ab der Saison 2016/17 war Oldham Co-Trainer der Chiba Jets in Japan. Er blieb bis 2020 im Amt. Im Sommer 2021 trat er bei einer anderen japanischen Mannschaft (Fighting Eagles Nagoya) das Amt des Co-Trainers an.

## Familie
Sein Sohn C.J. (* 1991 in Berlin) spielte bis 2012 für die Zips der University of Akron in der NCAA, dann für die Mannschaft der Gannon University (zweite NCAA-Division), ehe er Profi wurde und unter anderem in Norwegen spielte, im Sommer 2017 zu Bayer Leverkusen wechselte, später in Elchingen, Koblenz und Schwelm unter Vertrag stand. 2023 ging er nach Leverkusen zurück.
Sein zweiter Sohn Kareem war Basketballspieler an der Wittenberg University in der dritten NCAA-Division.